# Stephen Fry
Sir Stephen John Fry (Londra, 24 agosto 1957) è un attore, comico e scrittore britannico con cittadinanza austriaca.
Dopo un'infanzia segnata da violenze e un'adolescenza problematica, durante la quale viene espulso da diverse scuole e passa tre mesi in prigione per truffa con carta di credito, riesce ad assicurarsi un posto al Queen's College, a Cambridge, dove studia letteratura inglese. Giunge all'attenzione del pubblico nella presentazione di The Cellar Tapes della Cambridge Footlights Revue nel 1981, la quale include anche Hugh Laurie, Emma Thompson e Tony Slattery. Con Hugh Laurie, come nella commedia a doppio atto Fry and Laurie, è coautore e attore in A Bit of Fry & Laurie, e ricopre il ruolo di Jeeves (con Laurie che interpreta Wooster) in Jeeves and Wooster.
Fry è stato protagonista, tra gli altri, nei film Gli amici di Peter (1992) e Wilde (1997), ha interpretato i ruoli di Melchett nella serie TV della BBC Blackadder, e di Peter Kingdom nella serie TV Kingdom della ITV, in cui ha un ricorrente ruolo da guest star come Dott. Gordon Wyatt nella serie crime della Fox, Bones, ed è apparso come Gordon Deitrich, presentatore TV nel thriller distopico V per Vendetta (2005). Ha anche scritto e presentato numerose serie di documentari come Stephen Fry in America del 2008, in cui viaggia per gli Stati Uniti d'America. Dal 2003 al 2016 è stato il conduttore del quiz show QI.
Fry collabora con giornali e riviste scrivendo articoli; ha inoltre scritto quattro romanzi e due volumi autobiografici: Moab Is My Washpot e Stephen Fry Chronicles. Inoltre è spesso ospite su BBC Radio 4, recita nella serie comica Absolute Power, è una guest star ricorrente in giochi come Just a Minute, e ha ricoperto il ruolo di conduttore in I'm Sorry I Haven't a Clue, dove faceva parte di un trio di presentatori succeduti a Humphrey Lyttelton. In Gran Bretagna Fry è anche conosciuto per le sue registrazioni di audiolibri, specialmente per aver prestato la voce per leggere tutti e sette i libri della saga di romanzi Harry Potter.

## Biografia

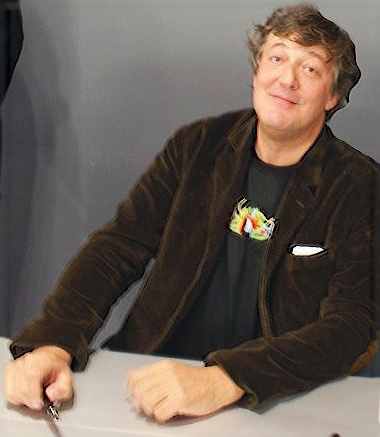
Stephen Fry a Londra nel 2009

Stephen Fry è figlio di Alan Fry, un medico e inventore britannico, e di Marianne Neumann, dottoressa britannica di origini ungheresi. Ha un fratello maggiore, Roger, e una sorella minore, Joanna. Quando era ancora bambino la sua famiglia si trasferì in campagna, nel villaggio di Booton, vicino a Reepham, nel Norfolk, dove lo zio paterno abuserà sessualmente sia di Roger che di Stephen per tutta la loro infanzia, senza mai venir incriminato.
Fry frequenta brevemente la Cranston Primary School nel Norfolk; all'età di sette anni si iscrive alla Stouts Hill School, poi frequenta la Uppingham School nel Rutland, dove si unisce alla Fircroft House, in cui viene descritto poi come un genio un po' asmatico. Espulso dalla Uppingham a quindici anni, viene successivamente espulso anche dalla Paston School. A diciassette anni, dopo aver lasciato il Norfolk College of Arts and Technology, scappa con una carta di credito rubata a un amico di famiglia, viene arrestato a Swindon, e come pena passa tre mesi nella Pucklechurch Prison in custodia cautelare.
Al suo rilascio, riprende la carriera scolastica presso il City College Norwich, promettendo agli amministratori che avrebbe studiato rigorosamente per accedere agli esami d'ammissione a Cambridge. Ottiene il punteggio più alto dell'intera sessione, e nel 1979 vince una borsa di studio per il Queen's College dell'Università di Cambridge, dove si laurea in inglese a pieni voti. Qui incontra e stringe amicizia con Emma Thompson e Hugh Laurie, con i quali collaborerà negli anni seguenti nel Cambridge Footlights, gruppo teatrale comico dell'università.
La sua fama cresce durante gli anni ottanta e novanta grazie a diverse collaborazioni televisive con l'amico e coautore Hugh Laurie (A Bit of Fry and Laurie) e alla fortunata serie The Black Adder. È il personaggio principale, un avvocato, e produttore esecutivo della commedia televisiva drammatica Kingdom (2007-2009). La serie vede le apparizioni di noti ospiti come Lynsey de Paul, Miriam Margolyes e Joss Ackland.
È noto al pubblico italiano soprattutto per le sue apparizioni nei film Gli amici di Peter (1992), diretto da Kenneth Branagh, e Gosford Park (1994), con la regia di Robert Altman, ma soprattutto per la sua interpretazione di Oscar Wilde nel film Wilde (1997). Tra le sue successive interpretazioni si ricordano V per Vendetta (2005) e il ruolo di Mycroft Holmes in Sherlock Holmes - Gioco di ombre (2011) per il grande schermo, e lo psichiatra collaboratore dell'FBI nella serie televisiva Bones. 
Nel 2011 partecipa al disco di Kate Bush 50 Words for Snow, nell'omonima canzone. Inoltre interpreta il primo ministro inglese nell'ultima serie di 24 con Kiefer Sutherland.

## Vita privata
Fry ha mantenuto segreta la sua omosessualità durante gli anni dell'adolescenza e, stando a ciò che ha dichiarato, non ha intrapreso nessun tipo di rapporto sessuale per 16 anni, dal 1979 al 1995. Daniel Cohen è stato suo compagno per 15 anni, finché la loro relazione si è interrotta nel 2010. Il 17 gennaio 2015 ha sposato l'aspirante comico Elliott Spencer, nella città di Dereham in Norfolk.
A seguito della denuncia di un telespettatore per le frasi su Dio pronunciate in televisione, nel 2015 la polizia irlandese ha avviato le indagini nei confronti di Fry con l'accusa di blasfemia, archiviata due anni dopo.
È inoltre padrino di battesimo dei tre figli di Hugh Laurie e Jo Green.
Fry, avendo origini austriache, ha ottenuto nel 2024 la cittadinanza austriaca grazie a una legge approvata nel 2019 in Austria, secondo la quale i discendenti di austriaci che sono fuggiti dal regime nazista hanno diritto alla cittadinanza.

## Filmografia

### Attore

#### Cinema
- The Good Father - Amore e rabbia (The Good Father), regia di Mike Newell (1985)
- Un pesce di nome Wanda (A Fish Called Wanda), regia di Charles Crichton (1988)
- Gli amici di Peter (Peter's Friends), regia di Kenneth Branagh (1992)
- La strana gang (The Steal), regia di John Hay (1994)
- Genio per amore (I.Q.), regia di Fred Schepisi (1994)
- Cold Comfort Farm, regia di John Schlesinger (1996)
- Il vento nei salici (The Wind in the Willows), regia di Terry Jones (1996)
- Wilde, regia di Brian Gilbert (1997)
- A Civil Action, regia di Steven Zaillian (1997)
- Che fine ha fatto Harold Smith? (Whatever Happened to Harold Smith?), regia di Steven Zaillian (1999)
- Best, regia di Mary McGuckian (2000)
- La fidanzata ideale (Relative Values), regia di Eric Styles (2000)
- Gosford Park, regia di Robert Altman (2001)
- Pantaloncini a tutto gas (Thunderpants), regia di Peter Hewitt (2002)
- Le Divorce - Americane a Parigi (Le Divorce), regia di James Ivory (2003)
- A Bear Named Winnie, regia di John Kent (2004)
- Tu chiamami Peter (The Life and Death of Peter Sellers), regia di Stephen Hopkins (2004)
- V per Vendetta (V for Vendetta), regia di James McTeigue (2005)
- A Cock and Bull Story, regia di Michael Winterbottom (2006)
- Alex Rider: Stormbreaker (Stormbreaker), regia di Geoffrey Sax (2006)
- St. Trinian's, regia di Oliver Parker e Barnaby Thompson (2007)
- Eichmann, regia di Robert Young (2007)
- Sherlock Holmes - Gioco di ombre (Sherlock Holmes: A Game of Shadows), regia di Guy Ritchie (2011)
- Lo Hobbit - La desolazione di Smaug (The Hobbit: The Desolation of Smaug), regia di Peter Jackson (2013)
- Lo Hobbit - La battaglia delle cinque armate (The Hobbit: The Battle of Five Armies), regia di Peter Jackson (2014)
- Zucchero! That Sugar Film (That Sugar Film), regia di Damon Gameau (2014)
- L'uomo che vide l'infinito (The Man Who Knew Infinity), regia di Matthew Brown (2015)
- Amore e inganni (Love & Friendship), regia di Whit Stillman (2016)
- The Brits Are Coming - La truffa è servita (The Con Is On), regia di James Oakley (2018)
- Rosso, bianco & sangue blu (Red, White & Royal Blue), regia di Matthew Lopez (2023)

#### Televisione
- Kingdom – serie TV, 18 episodi (2007-2009)
- 24: Live Another Day – serie TV, 8 episodi (2014)
- Doctor Who – serie TV, episodio 12x01 (2020)
- Sex Education – serie TV, episodio 2x08 (2020)
- It's a Sin, regia di Russell T Davies – miniserie TV, puntate 3-4 (2021)
- The Sandman – serie TV, 3 episodi (2022)
- Bones – serie TV, 6 episodi (2007-2017)
- The Morning Show – serie TV, 5 episodi (2023)
- Everything Now – serie TV, 5 episodi (2023)

### Doppiatore
- The Magician's House - miniserie televisiva (1999)
- Harry Potter e la camera dei segreti (Harry Potter and the Chamber of Secrets) - videogioco (2002)
- Harry Potter e il prigioniero di Azkaban (Harry Potter and the Prisoner of Azkaban) - videogioco (2004)
- Guida galattica per autostoppisti, regia di Garth Jennings (2005)
- Pocoyo - serie animata, 104 episodi (2005-2007)
- LittleBigPlanet - videogioco (2008)
- Fable II - videogioco (2008)
- LittleBigPlanet PSP - videogioco (2009)
- Alice in Wonderland, regia di Tim Burton (2010)
- Fable III - videogioco (2010)
- LittleBigPlanet 2 - videogioco (2010)
- LittleBigPlanet PS Vita - videogioco (2012)
- LittleBigPlanet Karting - videogioco (2012)
- PlayStation All-Stars Battle Royale - videogioco (2012)
- LittleBigPlanet 3 - videogioco (2014)
- Mankind: la storia di tutti noi - serie documentario, 12 episodio (2012)
- Alice attraverso lo specchio (Alice Through the Looking Glass), regia di James Bobin (2016)
- Destiny 2: Warmind - videogioco (2018)
- Mister Link (Missing Link), regia di Chris Butler (2019)
- I Simpson - serie TV, 1 episodio (2021)
- Harry Potter 20º anniversario - Ritorno a Hogwarts (Harry Potter 20th Anniversary: Return to Hogwarts), regia di Eran Creevy, Joe Pearlman, Giorgio Testi – film TV (2022)
- Heartstopper – serie TV, 5 episodi (2022-2024)
- Star Wars: Skeleton Crew – serie TV, episodi 1x07-1x08 (2025)
- Harley Quinn – serie animata, episodio 5x01 (2025)

### Regista
- Bright Young Things (2003)

### Sceneggiatore
- Lucky Break, regia di Peter Cattaneo (2001)
- Bright Young Things (2003)

### Produttore
- Morto tra una settimana (o ti ridiamo i soldi) (Dead in a Week: Or Your Money Back), regia di Tom Edmunds (2018)

## Teatro

### Drammaturgo
- Latin! (or Tobacco and Boys), Edinburgh Fringe di Edimburgo (1979)
- Me and My Girl, revisione del libretto di Douglas Furber e L. Arthur Rose. Teatro Adelphi di Londra (1985)
- Cinderella, Old Vic di Londra (2007)

### Attore
- 40 Years On di Alan Bennett, regia di Patrick Garland; Queen's Theatre di Londra (1984)
- Look Look di Michael Frayn, regia di Mike Ockrent; Aldwych Theatre di Londra (1990)
- Gasping di Ben Elton, regia di Bob Spiers; Haymarket Theatre di Londra (1994)
- Cell Mates, testo e regia di Simon Gray; Richmond Theatre e Noël Coward Theatre di Londra (1995)
- La dodicesima notte di William Shakespeare, regia di Tim Carroll; Shakespeare's Globe e Apollo Theatre di Londra (2012), Belasco Theatre di Broadway (2013)

## Doppiatori italiani
Nelle versioni in italiano delle opere in cui ha recitato, Stephen Fry è stato doppiato da:
- Stefano De Sando ne Gli amici di Peter, V per vendetta, Sherlock Holmes - Gioco di ombre, The Brits Are Coming - La truffa è servita, It's a Sin
- Massimo Lopez ne Lo Hobbit - La desolazione di Smaug, Lo Hobbit - La battaglia delle cinque armate, Amore e inganni, The Sandman
- Alessandro Rossi in The Good Father - Amore e rabbia, Il vento tra i salici, Gosford Park
- Renato Cecchetto in Una pantera a Hollywood, Tu chiamami Peter, 24: Live Another Day
- Claudio Capone in Wilde, Extras
- Luca Biagini in Che fine ha fatto Harold Smith?, Doctor Who
- Gianni Giuliano in Un mondo in miniatura, Rosso, bianco & sangue blu
- Fabrizio Pucci in Kingdom
- Neri Marcorè in La fidanzata ideale
- Pasquale Anselmo in St. Trinian's
- Carlo Valli in Cold Comfort Farm
- Massimo Lodolo in Le divorce - Americane a Parigi
- Enzo Avolio in Four Play
- Guido Ruberto in Heartstopper
- Massimo Gentile in Bones
- Dario Oppido in Babbo Natale deve morire
- Giorgio Locuratolo in The Morning Show
- Paolo Maria Scalondro in Star Wars: Skeleton Crew

Da doppiatore è stato sostituito da:
- Alberto Olivero in LittleBigPlanet, LittleBigPlanet 2, LittleBigPlanet Karting, LittleBigPlanet 3, PlayStation All-Stars Battle Royale
- Gianni Giuliano in Alice in Wonderland, Alice attraverso lo specchio
- Marco Balzarotti in Pocoyo
- Michele Kalamera in Guida galattica per autostoppisti
- Riccardo Peroni in Escher - Viaggio nell'infinito
- Franco Zucca in Mister Link
- Simone Mori in Harry Potter 20º anniversario - Ritorno a Hogwarts
- Franco Mannella in Il fantasma di Canterville

## Opere
- Stephen Fry, Hugh Laurie, A Bit of Fry and Laurie. Mandarin, 1990. ISBN 978-0-7493-0705-9
- Stephen Fry, The Liar, Soho, 1991. ISBN 978-0-939149-82-7 - Il bugiardo in edizione italiana
- Stephen Fry, The Hippopotamus, Soho Press. 1994, ISBN 978-1-56947-054-1 - L'ippopotamo in edizione italiana
- Stephen Fry, Making History, Arrow, 1997. ISBN 978-0-09-946481-5
- Stephen Fry, Moab Is My Washpot: An Autobiography, Soho Press, 2000. ISBN 978-1-56947-202-6
- Stephen Fry, The Stars' Tennis Balls, Hutchinson, 2000. ISBN 978-0-09-180151-9 - Le palle da tennis delle stelle in edizione italiana
- Stephen Fry, Revenge: A Novel, Random House, 2003. ISBN 978-0-8129-6819-4
- Stephen Fry, The Ode Less Travelled: Unlocking the Poet Within, Hutchinson, 2005. ISBN 978-0-09-179661-7
- Stephen Fry, John Lloyd, John Mitchinson, The Book of General Ignorance. Faber and Faber, 2006. ISBN 978-0-571-23368-7
- Stephen Fry, Mark Carwardine, Last Chance to See. HarperCollins Publishers Limited, 2009. ISBN 978-0-00-729072-7
- Stephen Fry, The Fry Chronicles: An Autobiography. Michael Joseph, 2010. ISBN 0-7181-5483-5
- Stephen Fry, More Fool Me: A Memoir, Michael Joseph, 2014. ISBN 978-0718179786

### Saggistica: Tetralogia sui Miti Greci
- Mythos (Mythos: A Retelling of the Myths of Ancient Greece, 2017), trad. Guido Calza, Milano, Salani, 2018, ISBN 978-88-938-1730-1.
- Eroi (Heroes, 2018), trad. Laura Serra, Milano, Salani, 2019, ISBN 978-88-310-0143-4.
- Troy, Michael Joseph, 2020, ISBN 978-02-414-2459-9.
- The Odyssey, London, Penguin, 2022 (in uscita il 27 ottobre).

## Audiolibri
- J. K. Rowling, Harry Potter and the Philosopher's Stone
- J. K. Rowling, Harry Potter and the Chamber of Secrets
- J. K. Rowling, Harry Potter and the Prisoner of Azkaban
- J. K. Rowling, Harry Potter and the Goblet of Fire
- J. K. Rowling, Harry Potter and the Order of the Phoenix
- J. K. Rowling, Harry Potter and the Half-Blood Prince
- J. K. Rowling, Harry Potter and the Deathly Hallows
- Douglas Adams, The Hitchiker's Guide to the Galaxy
- Stephen Fry, The Dongle of Donald Trefusis